# Elmer Thomas

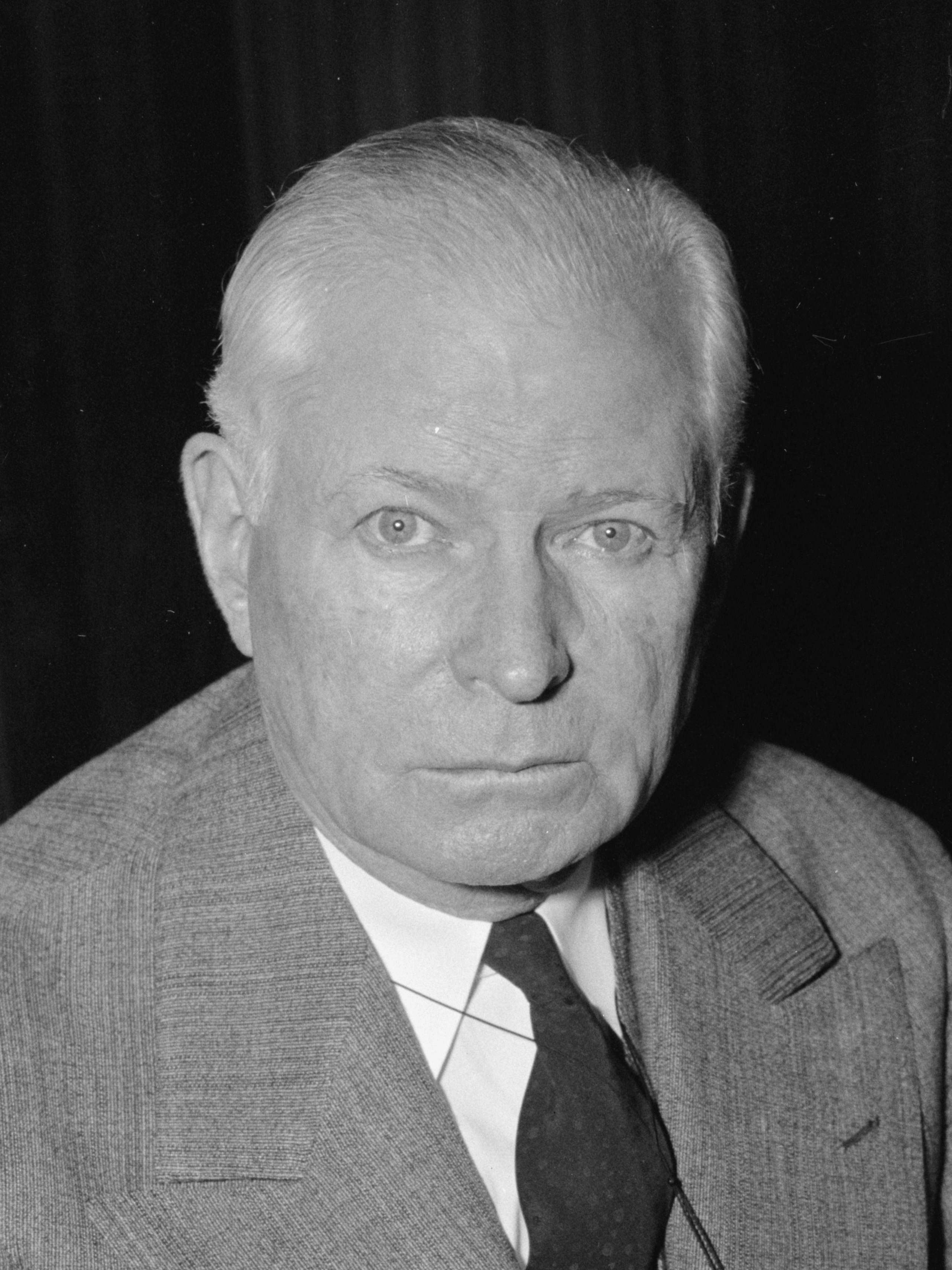
Elmer Thomas

John William Elmer Thomas, född 8 september 1876 i Putnam County, Indiana, död 19 september 1965 i Lawton, Oklahoma, var en amerikansk demokratisk politiker. Han representerade delstaten Oklahoma i båda kamrarna av USA:s kongress, först i representanthuset 1923-1927 och sedan i senaten 1927-1951.
Thomas studerade vid Central Indiana Normal College och DePauw University. Han inledde sin karriär som advokat i Oklahoma City och flyttade 1901 till Lawton.
Thomas besegrade sittande kongressledamoten L.M. Gensman i kongressvalet 1922. Han omvaldes 1924. Han besegrade sedan sittande senatorn John W. Harreld i senatsvalet 1926. Han omvaldes tre gånger. Han förlorade i demokraternas primärval inför senatsvalet 1950 mot A.S. Mike Monroney.
Thomas var frimurare. Hans grav finns på Highland Cemetery i Lawton.